# MotoGP Leggende
La MotoGP Hall of Fame è una hall of fame riservata alle leggende del motomondiale, ed è istituita dalla FIM.

Cerimonia di una nuova leggenda del Motomondiale.

Dalla sua apertura, avvenuta nel 2000, 36 piloti sono stati inseriti, passando dai campioni del mondo di maggior successo come Giacomo Agostini, Ángel Nieto, Mike Hailwood e Carlo Ubbiali, come i campioni che sono morti durante la carriera per esempio Jarno Saarinen, Daijirō Katō e Marco Simoncelli. La prima leggenda della MotoGp è stata Mick Doohan, che è stata introdotta nel maggio 2000 al circuito del Mugello. L'ultima leggenda inserita è Hans-Georg Anscheidt in occasione del Gran Premio di Germania del 2023.

## Piloti Leggende
| (†) | Proclamato leggenda dopo la sua morte. |

| Nome e Cognome    | Nazionalità   | Data di nascita   | Data di ammissione | Mondiali Vinti | Vittorie | Deceduti (†) | Riferimento |
| ----------------- | ------------- | ----------------- | ------------------ | -------------- | -------- | ------------ | ----------- |
| Giacomo Agostini  | Italia        | 16 Giugno 1942    | 24 Novembre 2000   | 15             | 122      |              | [ 2 ]       |
| Hugh Anderson     | Nuova Zelanda | 18 Gennaio 1936   | 7 Ottobre 2022     | 4              | 25       |              | [ 3 ]       |
| Hans Anscheidt    | Germania      | 23 Dicembre 1935  | 15 Giugno 2023     | 3              | 14       |              | [ 4 ]       |
| Kork Ballington   | Sudafrica     | 10 Aprile 1951    | 26 Ottobre 2018    | 4              | 31       |              | [ 5 ]       |
| Max Biaggi        | Italia        | 26 Giugno 1971    | 27 Maggio 2022     | 4              | 42       |              | [ 6 ]       |
| Àlex Crivillé     | Spagna        | 4 Marzo 1970      | 3 Giugno 2016      | 2              | 20       |              | [ 7 ]       |
| Michael Doohan    | Australia     | 4 Giugno 1965     | 26 Maggio 2000     | 5              | 54       |              |             |
| Stefan Dörflinger | Svizzera      | 23 Dicembre 1948  | 5 Giugno 2019      | 4              | 18       |              | [ 8 ]       |
| Geoff Duke        | Regno Unito   | 29 Marzo 1923     | 13 Luglio 2002     | 6              | 33       | (†)          | [ 9 ]       |
| Andrea Dovizioso  | Italia        | 23 Marzo 1986     | 8 Giugno 2023      | 1              | 24       |              | [ 4 ]       |
| Wayne Gardner     | Australia     | 11 Ottobre 1959   | 13 Ottobre 2001    | 1              | 18       |              | [ 10 ]      |
| Mike Hailwood     | Regno Unito   | 2 Aprile 1940     | 24 Novembre 2000   | 9              | 76       | (†)          | [ 11 ]      |
| Nicky Hayden      | Stati Uniti   | 30 Luglio 1981    | 6 Novembre 2015    | 1              | 3        | (†)          | [ 12 ]      |
| Daijirō Katō      | Giappone      | 4 Luglio 1976     | 4 Ottobre 2003     | 1              | 17       | (†)          | [ 13 ]      |
| Eddie Lawson      | Stati Uniti   | 11 Marzo 1958     | 9 Luglio 2005      | 4              | 31       |              | [ 14 ]      |
| Jorge Lorenzo     | Spagna        | 4 Maggio 1987     | 30 Aprile 2022     | 5              | 68       |              | [ 15 ]      |
| Marco Lucchinelli | Italia        | 26 Giugno 1954    | 3 Giugno 2017      | 1              | 6        |              | [ 16 ]      |
| Randy Mamola      | Stati Uniti   | 10 Novembre 1959  | 21 Aprile 2018     | 0              | 13       |              | [ 17 ]      |
| Anton Mang        | Germania      | 29 Settembre 1949 | 21 Luglio 2001     | 5              | 42       |              |             |
| Jorge Martínez    | Spagna        | 29 Agosto 1962    | 14 Novembre 2019   | 4              | 37       |              | [ 18 ]      |
| Ángel Nieto       | Spagna        | 25 Gennaio 1947   | 24 Novembre 2000   | 13             | 90       | (†)          | [ 19 ]      |
| Daniel Pedrosa    | Spagna        | 29 Settembre 1985 | 15 Novembre 2018   | 3              | 54       |              | [ 20 ]      |
| Wayne Rainey      | Stati Uniti   | 23 Ottobre 1960   | 24 Novembre 2000   | 3              | 24       |              | [ 21 ]      |
| Phil Read         | Regno Unito   | 1 Gennaio 1939    | 13 Luglio 2002     | 7              | 52       | (†)          | [ 22 ]      |
| Jim Redman        | Rhodesia      | 8 Novembre 1931   | 13 Luglio 2007     | 6              | 45       |              | [ 23 ]      |
| Kenny Roberts Jr. | Stati Uniti   | 25 Giugno 1973    | 21 Aprile 2017     | 1              | 8        |              | [ 24 ]      |
| Kenny Roberts     | Stati Uniti   | 31 Dicembre 1951  | 24 Novembre 2000   | 3              | 24       |              | [ 25 ]      |
| Valentino Rossi   | Italia        | 16 Febbraio 1979  | 14 Novembre 2021   | 9              | 115      |              | [ 26 ]      |
| Jarno Saarinen    | Finlandia     | 11 Dicembre 1945  | 17 Luglio 2009     | 1              | 15       | (†)          | [ 27 ]      |
| Kevin Schwantz    | Stati Uniti   | 19 Giugno 1964    | 24 Novembre 2000   | 1              | 25       |              | [ 28 ]      |
| Barry Sheene      | Regno Unito   | 11 Settembre 1950 | 13 Ottobre 2001    | 2              | 23       | (†)          | [ 29 ]      |
| Marco Simoncelli  | Italia        | 20 Gennaio 1987   | 30 Maggio 2014     | 1              | 14       | (†)          | [ 30 ]      |
| Freddie Spencer   | Stati Uniti   | 20 Dicembre 1961  | 2 Dicembre 2001    | 3              | 27       |              | [ 31 ]      |
| Casey Stoner      | Australia     | 16 Ottobre 1985   | 20 Ottobre 2013    | 2              | 45       |              | [ 32 ]      |
| John Surtees      | Regno Unito   | 11 Febbraio 1934  | 10 Luglio 2003     | 7              | 38       | (†)          | [ 33 ]      |
| Luigi Taveri      | Svizzera      | 19 Settembre 1929 | 18 Agosto 2022     | 3              | 30       | (†)          | [ 34 ]      |
| Carlo Ubbiali     | Italia        | 2 Settembre 1929  | 6 Maggio 2001      | 9              | 39       | (†)          | [ 35 ]      |
| Franco Uncini     | Italia        | 9 Marzo 1955      | 9 Settembre 2016   | 1              | 7        |              | [ 36 ]      |

### Leggende per nazionalità
In questa sotto-sezione i piloti entrati nell'hall of fame vengono classificati in base alla loro nazionalità, riportando tutte le nazioni con il numero dei rispettivi piloti.
| Nazionalità   | Totale Piloti |
| ------------- | ------------- |
| Stati Uniti   | 8             |
| Italia        | 8             |
| Spagna        | 5             |
| Regno Unito   | 5             |
| Australia     | 3             |
| Svizzera      | 2             |
| Germania      | 2             |
| Sudafrica     | 1             |
| Finlandia     | 1             |
| Nuova Zelanda | 1             |
| Rhodesia      | 1             |
| Giappone      | 1             |